# Háttér Archívum
A Háttér Archívum Magyarország első és legnagyobb LMBTQI témájú gyűjteménye, amely a Háttér Társaság egyik programjaként működik. A gyűjteményt Nagy Sándor alapította. A program munkatársai az egyesület megalakulásának kezdetétől gyűjtik a meleg, leszbikus, transznemű stb. témával kapcsolatos anyagokat – különös figyelemmel az LMBTQI történelem emlékeire.

## A gyűjtemény
Az archívumban jelenleg mintegy 3500 kötetnyi szak- és szépirodalmi könyv és több mint 300 tétel tudományos vagy kulturális folyóirat található, amelyek a meleg és leszbikus életmód, LMBTQI történelem, LMBTQI jogok stb. különböző aspektusait mutatják be. A legtöbb kiadvány magyar nyelvű, de angol, német, francia és más nyelvű anyagok is megtalálhatóak itt. A legfontosabb, korábban megjelent magyar LMBTQI folyóiratok (pl. Mások, Labrisz, Meleg Világ, Na Végre!, Company magazin, Dyke, Humen) és néhány külföldi LMBTQI magazin is gazdagítják az archívumot. A Los Angeles-i ONE Archívum jóvoltából a Háttér Archívum egy alapos ONE magazin'-gyűjteménnyel is rendelkezik.

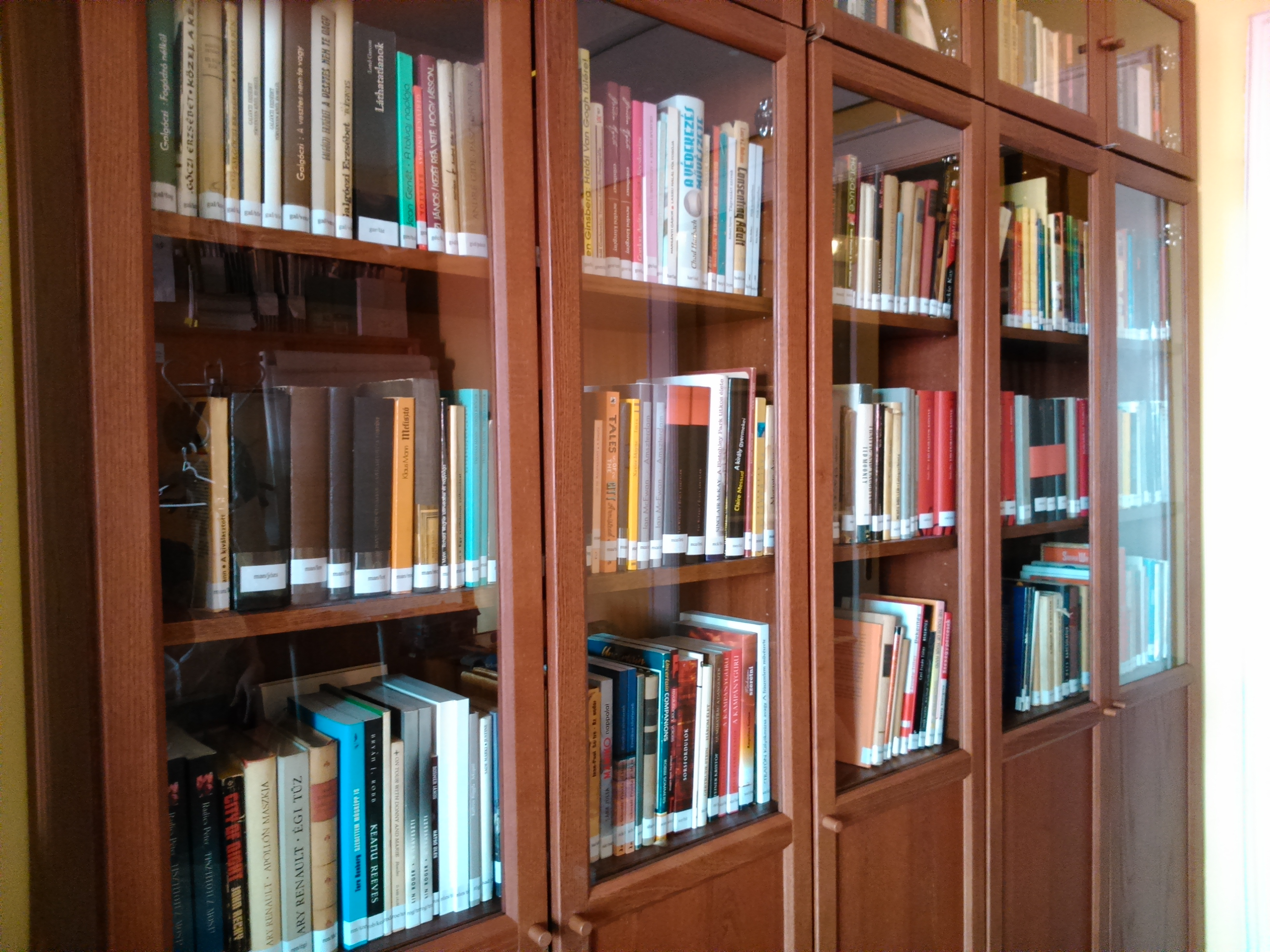

A különböző újságok és magazinok nyomtatott és elektronikus formában megjelent, LMBTQI témákkal (jogi problémák, politikai mozgalmak, HIV/AIDS, kulturális rendezvények stb.) foglalkozó cikkeiből áll a sajtógyűjtemény.
A médiagyűjteményben közel 2000 külföldi és magyar film (dokumentumfilmek, játékfilmek, rövidfilmek – VHS, DVD vagy elektronikus formában), illetve több ezer fénykép (papír alapon vagy elektronikus formában) lelhető fel. A Háttér Archívum részeként érhető el többek között a 2014-ben megszűnt frissmeleg.hu hírportál archívuma is.
A Háttér Archívum levéltári anyagai között az LMBTQI eseményekhez kapcsolódó iratokat, dokumentumokat, valamint egyéb kisnyomtatványokat, szórólapokat, plakátokat, egyéb kiadványokat, tárgyi emlékeket, illetve a magyar LMBTQI szervezetek (Háttér Társaság, Labrisz Leszbikus Egyesület, Szimpozion Egyesület, Transvanilla Transznemű Egyesület, Atlasz Leszbikus, Meleg, Biszexuális és Transznemű Sportegyesület, Magyar LMBT Szövetség stb., valamint már megszűnt szervezetek: Homérosz Egyesület, Szivárvány Társaság a Melegekért, Öt Kenyér Egyesület stb.) levéltári anyagait őrzik.
A könyv- és folyóirat-gyűjtemény nagyobb része magánadományokból származik, illetve könyvkiadók ingyenes könyvadományaiból, ritkán van lehetőség különböző projektek (pl. a Nyílt Társadalom Intézet – Open Society Institute OSI, a Norvég Alap támogatása) révén könyvek beszerzésére.

## Kapcsolatok
Az Archívum munkatársai néhány éve együttműködnek az amszterdami IHLIA-val, amely Európa legnagyobb nemzetközi LMBT archívuma. A Háttér Archívum 2011 óta részt vesz az IHLIA OpenUp projektjében is, amelynek lényege, hogy digitalizálják a különböző LMBTQI archívumok anyagait azért, hogy a nemzetközi LMBTQI örökség egy tervezett honlapon majd bárki számára elérhető legyen. A Háttér Archívum magyarországi könyvtárakkal is együttműködik, így például a Fővárosi Szabó Ervin Könyvtárral.
A Háttér Archívum munkatársai képviselték a gyűjteményt az LMBTQ+ Archívumok, Könyvtárak, Múzeumok és Különleges Gyűjtemények (LGBTQ+ ALMS) konferenciáján 2012-ben Amszterdamban, 2016-ban Londonban és 2019-ben Berlinben is.
A Háttér Archívum 2012 óta a Labrisz Leszbikus Egyesülettel együtt vesz részt az Archívum alprogramjának számító LMBT Történeti Hónap rendezvénysorozatának szervezésében, Hanzli Péter alprogram-vezető koordinálásával. A Háttér Archívum ezen túl is szervez programokat, például a Budapest Pride és a LIFT – Leszbikus Identitások Fesztiválja keretében, vagy a Civilek Éjszakáján. 2014 óta a Hosszúlépés! Járunk? a Háttér Archívum anyagaira támaszkodva tart LMBT városi sétát, Pink Budapest néven. A Háttér Archívum 2016-18-ban részt vett a Courage – Gyűjtemények hálózata nemzetközi projektjében, melynek keretében vándorkiállításon mutatták be az Archívum anyagai közül a Homérosz Egyesület néhány dokumentumát. Az Archívum további kulturális projektekben is részt vesz, mint például a 2016-os LMBTQ felolvasó maraton a Centrál Színházban.
Az utóbbi években aktív szereplőként vettünk részt két Kelet és Közép Európai projektben, amelyek a térség izgalmas, közelmúltbéli LMBTQI történelmét dolgozták fel. Az egyik a Loading Love - Előbújás a vasfüggöny mögül: 30 év demokrácia az LMBTI emberek szemével  (https://hu.queermemory.eu), a másik pedig az Előbújó dokumentumok - LMBTQI+ történetek Közép- és Délkelet Európában, 1945-1999 (https://recordsuncovered.osaarchivum.org/hu)
Tisztelegve Kertbeny Károly melegjogi tevékenysége előtt, 2018-ban - a homoszexuális kifejezés használatának 150. évfordulójára időzítve szerkesztettük meg a 150 éve megnevezve című oldalt, amelyet időközben frissítettünk Kertbeny születésének kétszázadik évfordulójára: https://kertbeny200.hu és a weblap 2024 márciusától német nyelven is elérhető: https://de.kertbeny200.hu/
Az Archívum önálló projektje Az üldöztetéstől a büszkeségig címmel 2022-2023-ban született, amelynek célja, hogy a kezdetektől az első budapesti Pride fesztiválig mutassa be a magyar LMBTQI történelem eseményeit. A projekt részei - egy részletes történelmi összefoglaló, az LMBTQI emberek megjelenése az irodalomban, médiában, képzőművészetben, a történelmi események idővonala, a budapesti LMBTQI-helyekről szóló információk szövegben és térképen, valamint oral history interjúk - elérhetőek a (https://lmbtqitortenelem.hu) oldalon - egyelőre magyar nyelven.

## Elektronikus adatbázis
A Háttér Társaság honlapján (www.hatter.hu) 2019 óta elérhető a Háttér Archívum elektronikus katalógusa és adatbázisa: https://hatter.hu/archivum/katalogus.

## Elérhetőségek
A helyben olvasható gyűjtemény előre egyeztetett időpontban hozzáférhető az érdeklődők számára. Elektronikus levélcím: archivum@hatter.hu